# 布坎南 (北达科他州)
布坎南（英語：Buchanan），是美国北达科他州下属的一座城市。根据2010年美国人口普查，该市有人口90人。